# Христо Пипчев
Христо Пипчев (на гръцки: Χρήστος Πίψος, Христос Пипсос) е гъркомански военен, политик и революционер, деец на Гръцката въоръжена пропаганда в Македония от началото на XX век.

## Биография
Христо Пипчев е роден в 1886 година в голямото гумендженско българско село Крива, тогава в Османската империя. Близък сътрудник е на водача на гръцкия комитет в Гумендже Ангелос Сакелариу. Прави военна кариера в гръцката армия и стига чин полковник. Взима участие в гръцката въоръжена пропаганда в Македония. След като се оттегля от революционна дейност, Пипчев се отдава на политика като член на венизелистката Либерална партия. В 1923 година е избран за депутат от Солунския избирателен район. На изборите от 1946 година става депутат от Кукушкия избирателен район.
В 1930 година издава спомени за участието си в гръцката въоръжена пропаганда в Македония.
Умира на 2 януари 1948 година.